# Formicococcus odontomachi
Formicococcus odontomachi är en insektsart som beskrevs av Takahashi 1951. Formicococcus odontomachi ingår i släktet Formicococcus och familjen ullsköldlöss. Inga underarter finns listade i Catalogue of Life.